# Tona
Tóna (tudi métrična tóna) je fizikalna enota za maso, enaka 1000 kilogramov. Po mednarodnem sistemu enot (SI) je pravilno ime za to enoto megagram (milijon gramov), vendar se to ime uporablja izredno redko, običajno v tehniki, pa še to le v primerih, kjer se pričakuje popolna skladnost s standardom SI. V vsakdanjem življenju je praktično povsod v uporabi ime tona. Tradicijo upošteva tudi Mednarodni urad za uteži in mere, ki je tono in njen simbol »t« leta 1879 sprejel kot ne-SI enoto, sprejemljivo za uporabo s sistemom SI. Izraz »metrična tona« (metric ton) se uporablja predvsem v angleško govorečih deželah.
V inženirski praksi včasih nepravilno še vedno uporabljajo tono kot enoto za silo, namesto na primer dovoljene izpeljane enote SI kN.

## Tone, v katerih ne merimo mase
Pri navajanju izpodriva ladij se uporablja enota registrska tona, ki pa je enota za prostornino, ne maso: 1 registrska tona (RT) = 100 kubičnih čevljev = 2,8316847 m3.
Za navajanje jakosti jedrskih eksplozij se uporablja enota megatona, ki je enota za energijo: 1 megatona je energija, sproščena ob sežigu milijon ton eksploziva trinitrotoluena, to je 4,184×1015 džulov.